# Igreja da Misericórdia de Aljezur
A Igreja da Misericórdia de Aljezur é um monumento religioso na vila de Aljezur, na região do Algarve, em Portugal. Junto à igreja situa-se o Museu de Arte Sacra Monsenhor Francisco Pardal.

## Descrição
A igreja está situada no topo da Rua de São João de Deus, junto ao Museu Municipal, no centro histórico de Aljezur.
A fachada principal está virada para oriente, sendo elevada em relação à rua, à qual tem acesso por degraus. A fachada é rematada por um frontão de lanços curvos, com dois pináculos e uma cruz de ferro. É aberta por um portal no estilo renascentista, com um arco de volta perfeita, que apresenta a data de 1577. Em cima do portal situa-se um janelão de forma quadrangular. Adossada do lado Sul está a sacristia, cujo acesso se faz pela fachada Sudeste. Por cima da porta, de verga recta, encontra-se um óculo emoldurado e depois uma sineira de três vãos, com arcos de volta perfeita, sendo o conjunto rematado por um frontão de perfil contracurvado. As fachadas Norte e Oeste são cegas, sendo esta última limitada pelo Museu de Arte Sacra. O interior, de grande sobriedade, está disposto numa só nave com altar-mor, com cobertura em abóbada de canhão. O arco triunfal é de volta perfeita com mísulas, sendo igualmente renascentista. O retábulo-mor foi executado em madeira polícroma, simulando mármore, com volutas decoradas em talha dourada, no estilo Barroco, mas mostrando sinais de transição para o Rococó. No centro tem uma tela representando a Visitação. O sacrário tem uma pequena porta com arco de volta perfeita, e é rematado por um frontão de traços curvos, enquanto que o frontão do altar está pintado em cores douradas, com decoração floral.
No interior também se situam o púlpito e uma tribuna, ambos de 1773, com um cadeiral em madeira, ostentando o brasão da Santa Casa da Misericórdia. Possui três imagens, a Nossa Senhora da Soledade, Santa Isabel e Santa Maria Madalena, todas na tipologia de estátua de roca. Também são de especial interesse as alfaias de culto, incluindo um cálice em prata com patena, e dois paramentos de casula em damasco, um seiscentista e outro setecentista.

## História
Não se conhece ao certo qual foi o ano de construção da igreja, A Misericórdia foi fundada entre 1498 e 1527, não se sabendo ao certo a data de construção da igreja, embora o portal principal exiba a data de 1577. Na Relação Histórico-Estatística de 1827, surge a referência a uma provisão régia que tinha sido passada em 1527, e que autorizava a Misericórdia a construir uma igreja na vila. A igreja foi muito atingida pelo Sismo de 1755, tendo sido reconstruída logo entre 1755 e 1756. Foi alvo de grandes obras em 1773, quando foi instalada a tribuna para os irmãos e o púlpito, e foi feito o ladrilhamento, e em 1821, quando foi reconstruído do altar-mor, eliminando o original, em camarim.
Em 1998 foi pintada a tela do retábulo-mor, da autoria de Pedro Girão. Por volta de 2000, foi inaugurado o Museu de Arte Sacra Monsenhor Manuel Francisco Pardal, que reaproveitou as antigas instalações do Hospital da Misericórdia, adossadas à igreja.